# Hemhem

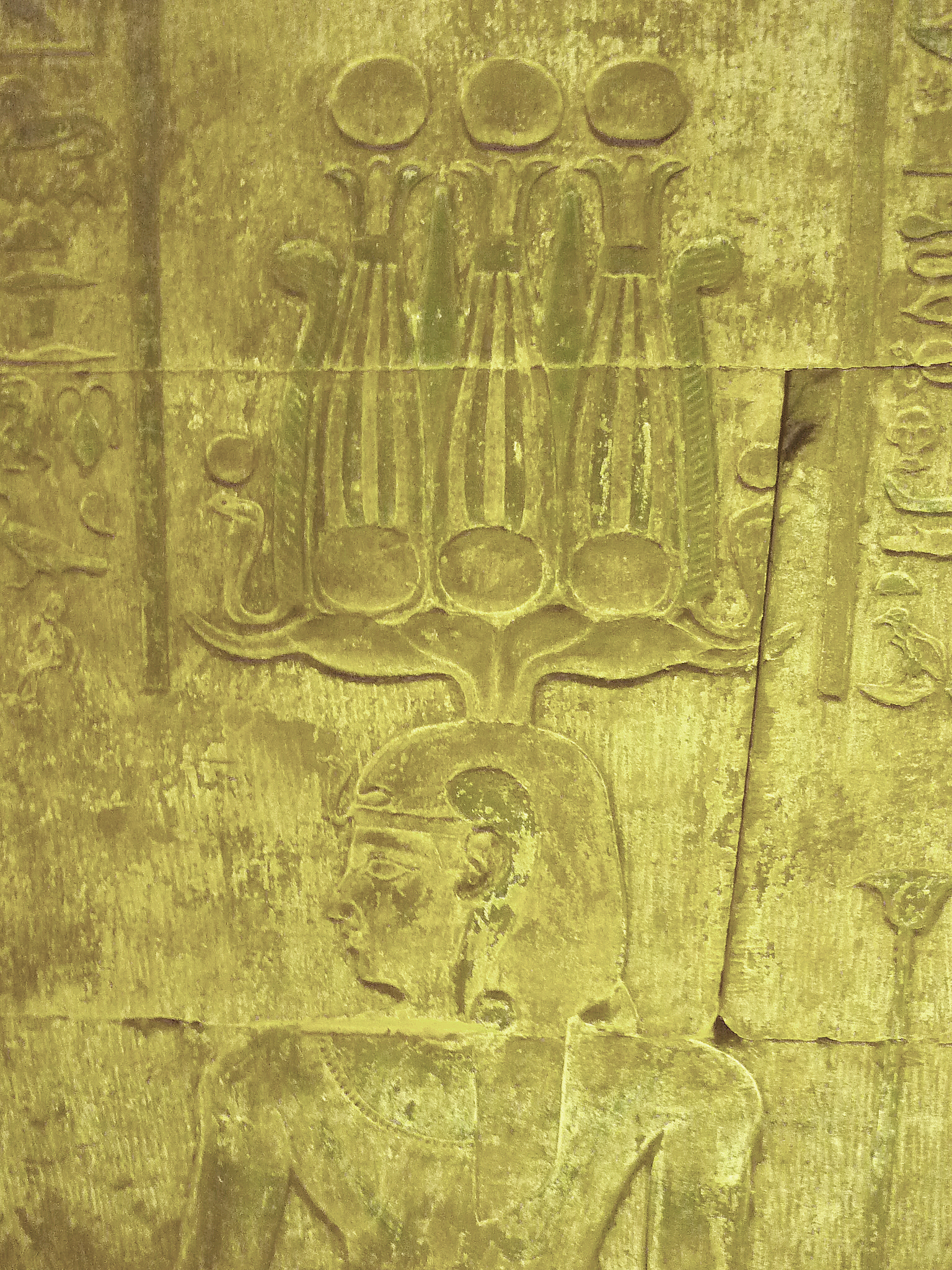
Couronne Hemhem sur un bas-relief dans l'escalier est, temple d'Horus à Edfou.

La couronne Hemhem est l’une des couronnes rituelles de l’Égypte antique. Elle est formée de trois couronnes Atef (couronne Hedjet surmontée de deux plumes d'autruches et parfois un disque solaire) qui surmontent des cornes de bélier. Selon le contexte, la corne est le symbole solaire (Amon), créateur de la vie (Khnoum), ou lunaire (Iâh).
Cette couronne est habituellement portée par le dieu Mandoulis. C'est une couronne divine et elle est rarement portée par le pharaon.

## Couronnes de l'Égypte antique
- Couronne Atef,
- Couronne blanche Hedjet,
- Couronne bleue Khépresh,
- Couronne Hemhem,
- Couronne Hénou,
- Couronne rouge Decheret,
- Couronne Ourerèt,
- Couronne Tjèni,
- Bandeau Seshed,
- Coiffe Némès,
- Double couronne Pschent.